# 9-та флотилія підводних човнів Крігсмаріне
9-та флотилія підводних човнів Крігсмаріне — бойовий підрозділ військово-морського флоту Третього Рейху.

## Історія
9-та флотилія була створена восени 1941 року під командуванням капітан-лейтенанта Юргена Естена. Після закінчення процесу організації підрозділу, на початку 1942 року воно було перекинуто до Бресту.
Після наступу союзників на Нормандію, підводні човни флотилії були перебазовані до Норвегії. Останнім підводним човном, що залишив Брест був U-256 під командуванням на той час командира флотилії Леманн-Вілленброка. Він залишив Брест 4 вересня 1944 року і прибув до Бергена 17 жовтня. Через зниження активності Німеччини у підводній війні 9-та флотилія разом із 1-ю флотилією були розформовані.

## Склад
У різні роки через 9-у флотилію пройшли 84 підводні човни, у тому числі: U-89, U-90, U-91, U-92, U-210, U-211, U-213, U-214, U-215, U-216, U-217, U-218, U-230, U-232, U-240, U-244, U-248, U-254, U-256, U-273, U-279, U-282, U-283, U-284, U-293, U-296, U-302, U-309, U-317, U-347, U-348, U-365, U-377, U-383, U-388, U-389, U-403, U-407, U-408, U-409, U-412, U-421, U-425, U-438, U-443, U-447, U-450, U-473, U-480, U-482, U-591, U-595, U-604, U-605, U-606, U-621, U-631, U-633, U-634, U-638, U-659, U-660, U-663, U-664, U-709, U-715, U-739, U-744, U-755, U-759, U-761, U-762, U-764, U-771, U-772, U-951, U-954, U-955, U-966, U-979, U-984, U-989, U-997 та U-1165
| Тип      | Кількість |
| -------- | --------- |
| VII-C    | 73        |
| VII-C/41 | 5         |
| VII-D    | 6         |

## Командири
| Час                          | Командувач флотилією                       |
| ---------------------------- | ------------------------------------------ |
| жовтень 1941 — лютий 1942    | Капітан-лейтенант Юрген Естен;             |
| травень 1942 — вересень 1944 | Корветтен-капітан Генріх Леманн-Вілленброк |